# Épisodes de Pretty Little Liars: The Perfectionists
Cet article présente le guide des épisodes de la série télévisée américaine Pretty Little Liars: The Perfectionists.

## Généralités
- Aux États-Unis, la saison a été diffusée entre le 20 mars 2019 et le 22 mai 2019 sur Freeform.
- Au Québec, elle a été diffusée entre le 8 janvier et le 11 mars 2020 sur VRAK[1].
- En France, elle a été mise en ligne intégralement à partir du 12 novembre 2021 sur le service Salto[2]

## Distribution

### Acteurs principaux
- Sasha Pieterse (VF : Cécile Nodie) : Alison DiLaurentis
- Janel Parrish (VF : Geneviève Doang) : Mona Vanderwaal
- Sofia Carson (VF : Nastassja Girard) : Ava Jalali
- Sydney Park (VF : Camille Donda) : Caitlin Park-Lewis
- Eli Brown (VF : Alexis Gilot) : Dylan Walker
- Hayley Erin (en) (VF : Maïa Michaud) : Taylor Hotchkiss
- Graeme Thomas King (VF : Julien Allouf) : Jeremy Beckett
- Kelly Rutherford (VF : Céline Duhamel) : Claire Hotchkiss

### Acteurs récurrents
- Noah Gray-Cabey (VF : Diouc Koma) : Mason Gregory
- Evan Bittencourt (VF : Augustin Bonhomme) : Andrew Villareal
- Klea Scott (en) (VF : Pascale Vital) : Dana Booker
- Garett Wareing (VF : Gabriel Bismuth-Bienaimé) : Zach Fordson
- Chris Mason (VF : Marc Arnaud) : Nolan Hotchkiss
- Cycerli Ash (VF : Annie Milon) : Sénatrice Park-Lewis

## Liste des épisodes

### Épisode 1:Beacon Hill
- États-Unis : 20 mars 2019 sur Freeform
- Québec : 8 janvier 2020 sur Vrak
- France : 12 novembre 2021 sur Salto

- États-Unis : 457 000 téléspectateurs[3]

### Épisode 2:Sexe, mensonges et alibis
- États-Unis : 27 mars 2019 sur Freeform
- Québec : 15 janvier 2020 sur Vrak
- France : 12 novembre 2021 sur Salto

- États-Unis : 235 000 téléspectateurs[3]

### Épisode 3:Si l'un d'eux est mort
- États-Unis : 3 avril 2019 sur Freeform
- Québec : 22 janvier 2020 sur Vrak
- France : 12 novembre 2021 sur Salto

- États-Unis : 286 000 téléspectateurs[3]

### Épisode 4:La Sonate fantôme
- États-Unis : 10 avril 2019 sur Freeform
- Québec : 29 janvier 2020 sur Vrak
- France : 12 novembre 2021 sur Salto

- États-Unis : 314 000 téléspectateurs[3]

### Épisode 5:Pris au piège
- États-Unis : 17 avril 2019 sur Freeform
- Québec : 5 février 2020 sur Vrak
- France : 12 novembre 2021 sur Salto

- États-Unis : 216 000 téléspectateurs[3]

### Épisode 6:Qui cherche trouve
- États-Unis : 24 avril 2019 sur Freeform
- Québec : 12 février 2020 sur Vrak
- France : 12 novembre 2021 sur Salto

- États-Unis : 241 000 téléspectateurs[3]

### Épisode 7:Semaine de révision
- États-Unis : 1er mai 2019 sur Freeform
- Québec : 19 février 2020 sur Vrak
- France : 12 novembre 2021 sur Salto

- États-Unis : 174 000 téléspectateurs[3]

### Épisode 8:À la pêche aux preuves
- États-Unis : 8 mai 2019 sur Freeform
- Québec : 26 février 2020 sur Vrak
- France : 12 novembre 2021 sur Salto

- États-Unis : 199 000 téléspectateurs[3]

### Épisode 9:Mentir ensemble, mourir ensemble
- États-Unis : 15 mai 2019 sur Freeform
- Québec : 4 mars 2020 sur Vrak
- France : 12 novembre 2021 sur Salto

- États-Unis : 208 000 téléspectateurs[3]

### Épisode 10:Le Professeur entre en scène
- États-Unis : 22 mai 2019 sur Freeform
- Québec : 11 mars 2020 sur Vrak
- France : 12 novembre 2021 sur Salto

- États-Unis : 265 000 téléspectateurs[3]